# 通州街
22°19′44.9112″N 114°9′25.1202″E / 22.329142000°N 114.156977833°E
通州街（英語：Tung Chau Street）是香港九龍的一條道路。道路南端連接大角咀塘尾道，北端連接長沙灣荔枝角道，而西九龍走廊則架空於其上。在南昌街與欽州街之間的一段通州街旁，設有一個玉器市場。

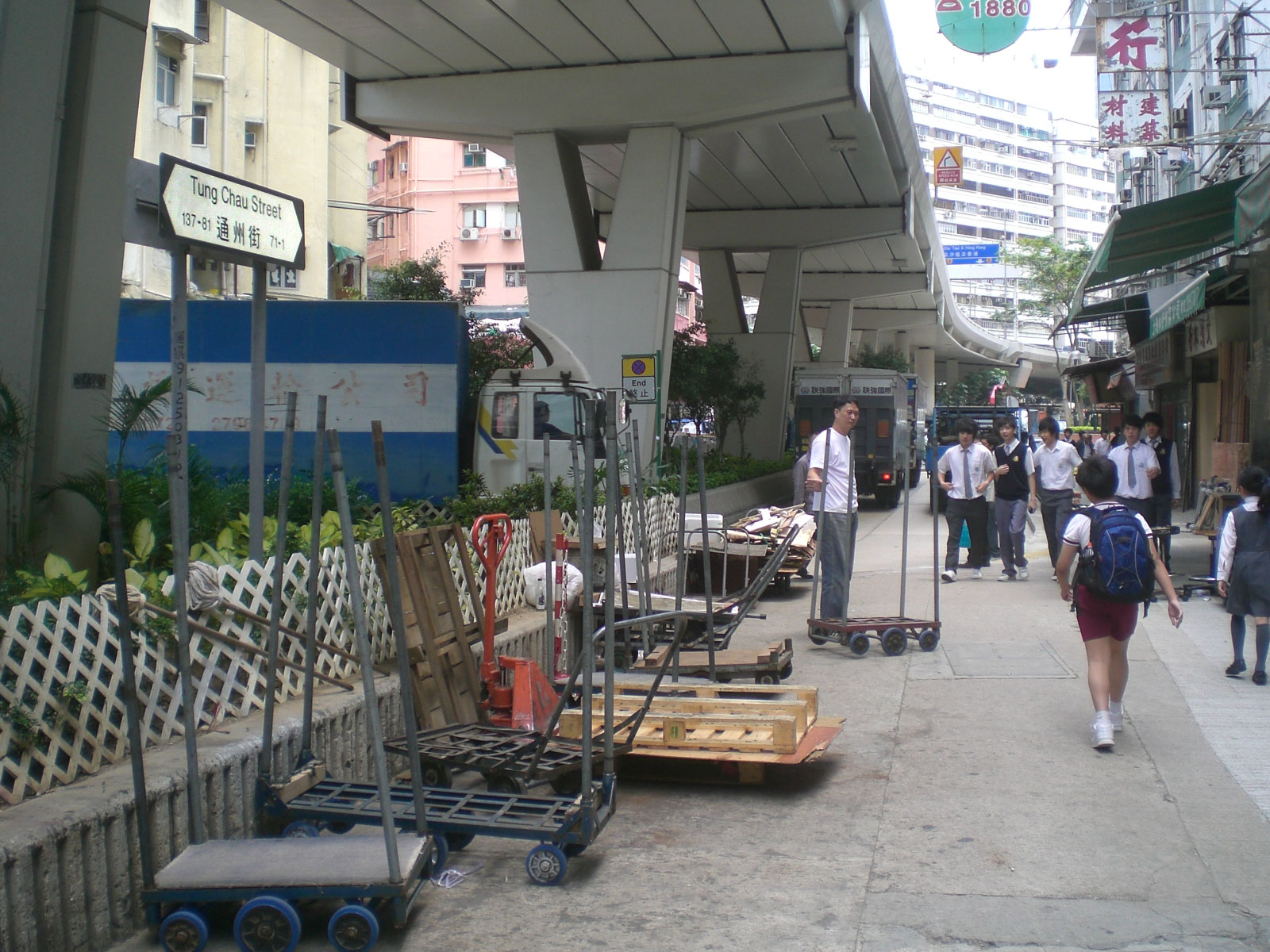
通州街近太子道西盡頭及西九龍走廊

## 通州西街

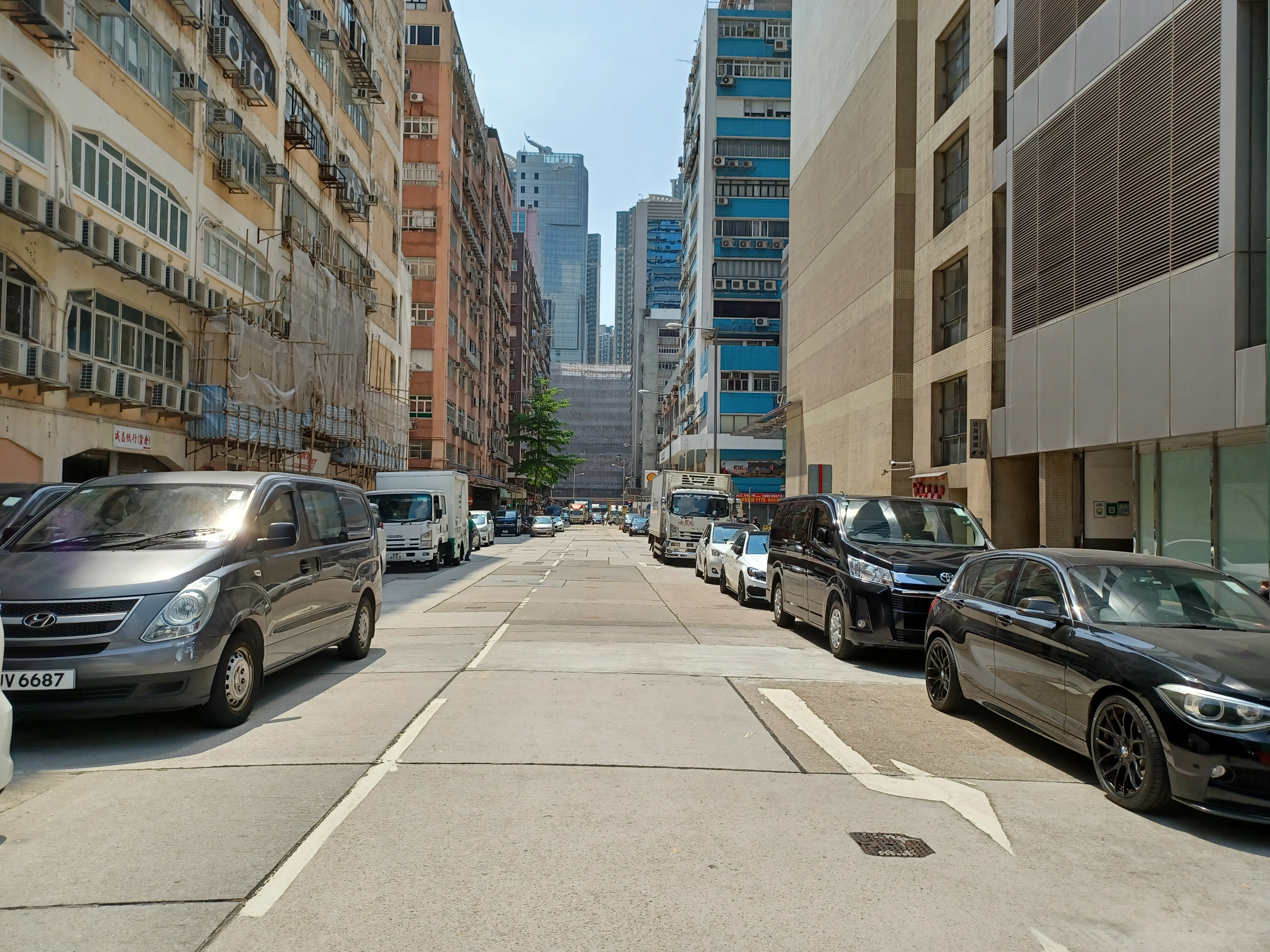
通州西街

通州西街位於北長沙灣工業區內，在1920年代初填海規劃中，原本會與通州街連接，但及後由於更改土地用途，兩條街最終未能連接，為方便辨識，比較短的一段1970年代改名為通州西街。

## 歷史
通州街建造時名為差館街，後來改名為福州街，再改至現名，名稱取自江苏通州直隸州（民國時期改稱南通縣（今南通市），而並非命名於直隸省通縣（今北京市通州區））。1978年之前，通州街是一條海傍道路。及後因填海關係，深水埗的海岸線日漸向西推進，現時通州街已成為了一條內陸道路。而正因如此，由東京街至南昌街的一段通州街，是不設西行線的。

## 沿線建築物

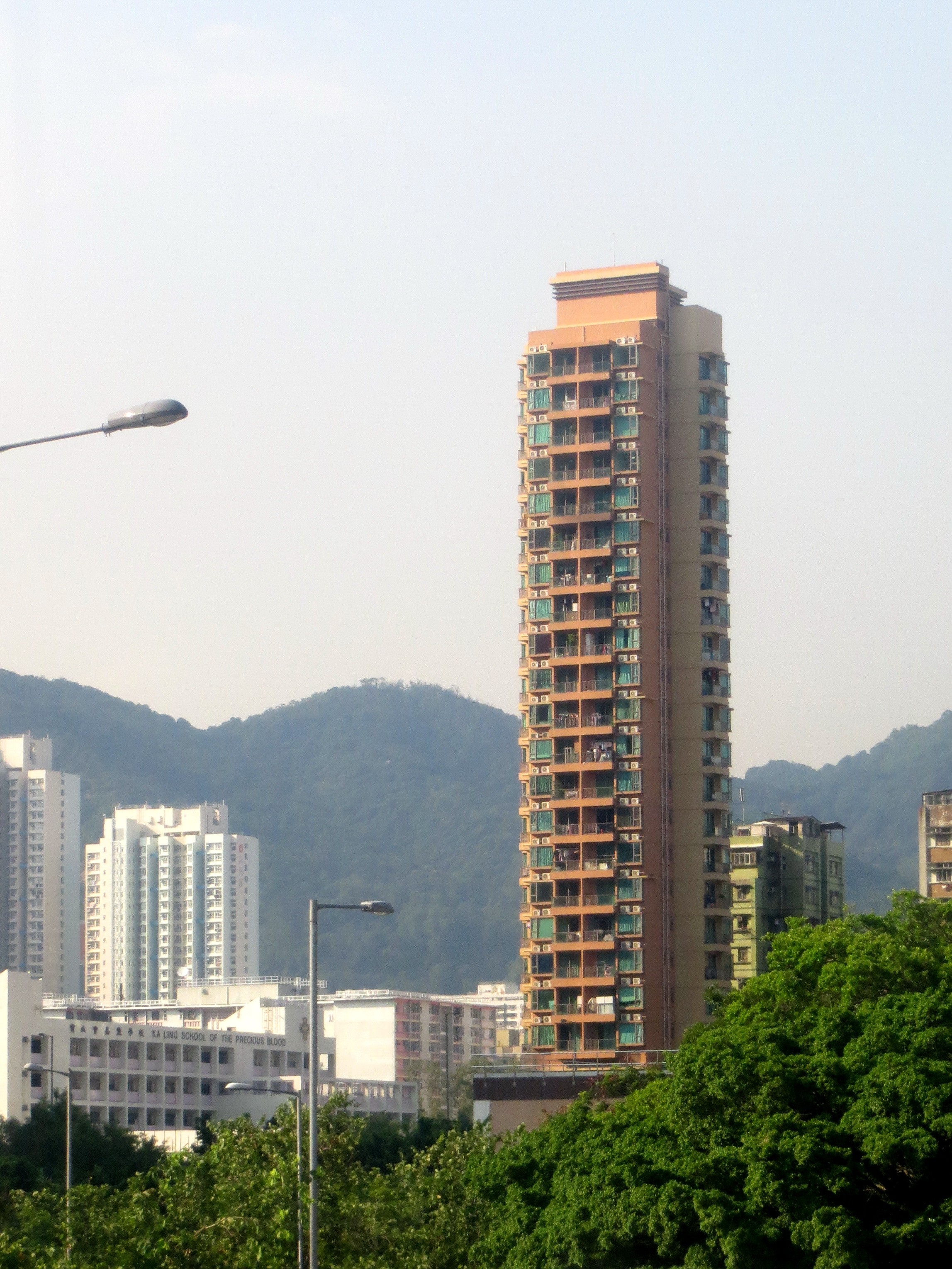
通州街332-338號「時尚華庭」

- 西九龍走廊行車天橋
- 頌賢花園
- 通州街公園
- 通州街玉石市場
- 南昌邨
- 榮昌邨
- 深水埗公園
- 深水埗公園游泳池
- 西九龍法院大樓
- 蔬菜統營處-優質蔬菜包裝中心
- 星匯居
- 水務署九龍西區大樓
- 宇晴軒
- 時尚華庭
- 海柏匯
- 南昌一號

## 交匯道路

### 通州街西
- 瓊林街
- 永康街
- 青山公路
- 甘泉街
- 長沙灣道

### 通州街
- 荔枝角道
- 興華街
- 興華街西
- 發祥街
- 東京街
- 東京街西
- 西九龍走廊
- 九江街
- 欽州街
- 欽州街西
- 南昌街
- 界限街
- 聚魚道
- 大角咀道
- 楓樹街
- 合桃街
- 菩提街
- 塘尾道

## 外部連結
- 差餉物業估價署 - 樓宇名稱 （页面存档备份，存于）